# Plinio Martini
Plinio Martini (* 4. August 1923 in Cavergno; † 6. August 1979 ebenda) war ein Schweizer Sekundarlehrer, Dichter und Schriftsteller.

## Leben
Plinio Martini gehört zu den bekanntesten und beliebtesten Autoren der italienischen Schweiz. Er war der zweitälteste von acht Brüdern, geboren in bescheidenen Verhältnissen, sein Vater war der Dorfbäcker. Nach dem Abschluss des Lehrerseminars in Locarno arbeitete Martini zeitlebens in seiner Heimat als Lehrer, zuerst in Cavergno, danach an der Sekundarschule in Cevio. Seine ersten literarischen Versuche waren Gedichte und Jugenderzählungen. Zum Roman stiess er erst relativ spät. 1970 erschien die Liebes- und Auswanderergeschichte Il fondo del sacco, die zu einem sehr grossen Erfolg wurde. 1976 folgte Requiem per zia Domenica.
2022 erwarb das Schweizerische Literaturarchiv den literarischen Nachlass des Schriftstellers.

## Werke
- 1951 Paese così. Versi (Gedichte)
- 1953 Diario forse d’amore. Versi (Gedichte)
- 1956 Storia di un camoscio
- 1962 Acchiappamosche e il maiale
- 1970 Il fondo del sacco. Romanzo. (Dt.: Nicht Anfang und nicht Ende. Roman einer Rückkehr. Aus dem Ital. von Trude Fein. Classen, Zürich 1974, ISBN 3-7172-0206-5. Limmat-Verlag, Zürich 2006, ISBN 3-85791-495-5 und 2015, ISBN 978-3-85791-774-5).
- 1975 Le catene. Poesie (Gedichte)
- 1976 Requiem per zia Domenica. (Dt.: Requiem für Tante Domenica. Roman. Aus dem Ital. von Trude Fein. Classen, Zürich 1975, ISBN 3-7172-0226-X. Limmat-Verlag, Zürich 2002, ISBN 3-85791-386-X).
- 1979 (postum) Delle streghe e d’altro. (Dt.: Fest in Rima. Geschichten und Geschichtliches aus den Tessiner Tälern. Aus dem Ital. von Susanne Hurni. Classen, Zürich 1979, ISBN 3-7172-0288-X. Limmat-Verlag, Zürich 2002, ISBN 3-85791-338-X).
- 1993 (postum) Corona dei cristiani (Roman, unvollendet)
- 1999 (postum) Nessuno ha pregato per noi. Interventi pubblici 1957-1977.
- 2023 (postum) E in ogni crepa dorme una lucertola (Und in jeder Ritze schläft eine Eidechse). Gedichte. Aus dem Ital. von Christoph Ferber, Caracol Verlag, Warth, ISBN 978-3-907296-20-2.